# Achinsk
Achinsk (tiếng Nga: Ачинск) là một thành phố Nga. Thành phố này thuộc chủ thể Krasnoyarsk Krai. Thành phố có dân số 118.744 người (theo điều tra dân số năm 2002). Đây là thành phố lớn thứ 136 của Nga theo dân số năm 2002. Tuyến đường sắt xuyên Siberi cắt ngang thành phố, có ga Achinsk. Thành phố có sân bay Achinsk.